# La campana ha suonato
La campana ha suonato (Silver Lode) è un film del 1954 diretto da Allan Dwan.
È un western statunitense con John Payne, Lizabeth Scott e Dan Duryea.

## Trama
L’inquadratura iniziale individua lo spazio dove si svolgerà l’azione del film, il tempo è quello del Far West. È il 4 luglio, Giorno dell'Indipendenza, aria di festa, i bambini giocano per strada, si montano bancarelle, stand gastronomici, il palco per i musicisti. Dall’espressione dei bambini che cambia all’improvviso si capisce che sta per entrare in scena gente poco raccomandabile. Infatti entrano in paese, pronto all’accoglienza di tutti e di ognuno, come si legge nello striscione posto all’entrata del villaggio, tipi loschi a cavallo capitanati da Ned McCarty. Con fare arrogante viene interrogata la gente che si appresta alla festa, si cerca Dan Ballard, che in quel momento si trova in chiesa in procinto di sposare la bella Rose Evans. In un crescendo di violenza prima verbale e poi fisica l’azione è incentrata sull’esecuzione del mandato d’arresto per il tranquillo Dan, accusato di essere colpevole di avere ucciso il fratello di Ned con un colpo alla schiena e di avere intascato la taglia di 20.000 dollari, denaro che Ned pretende, come risarcimento, insieme al suo arrendersi e consegnarsi. La cerimonia nuziale è interrotta e in un crescendo di pugni e spari e suspense dovuti a alle fughe di Dan, che si dichiara estraneo al fatto esposto, per i vicoli, o al rifugiarsi nelle stanze inviolabili della bella del paese, Dolly, che lo aiuta affettuosamente. Solo contro tutti, tutti uomini ognuno dei quali sembra un carattere tipico del genere Far West, all’eroe basterà la complicità delle due donne del film, Rose Evans, la sposa, e Dolly la ragazza del Saloon, nessuna rivalità tra loro nell’amore e nell’affetto per Dan, per poter uscire vincente dalla situazione. Le accuse erano false come risulterà da una affannosa richiesta di comunicazione telegrafica che lo scagionava. All’eroe, comunque ferito, rimarrà l’amarezza di non essere stato creduto immediatamente dai suoi concittadini e riflette ad alta voce su come la vita di un uomo posta su una bilancia possa valere meno di un pezzo di carta. La comunicazione era un falso organizzato da Dolly e Rose. Mentre il telegrafista pentito della complicità sta per rendere pubblica la verità, arriva, fortunatamente, il messaggio autentico dello sceriffo, che lo scagiona così come lo aveva scagionato quello falso. La trama, in accordo con le unità aristoteliche di tempo luogo e azione, si svolge tutta in un giorno, a Silver Lode, con finale a sorpresa.

## Produzione
Il film, diretto da Allan Dwan su una sceneggiatura e un soggetto di Karen DeWolf, fu prodotto da Benedict Bogeaus (sposato con Dolores Moran che interpreta Dolly) per la Benedict Bogeaus Production e girato nei Republic Studios dal fine dicembre 1953 a metà gennaio 1954. I titoli di lavorazione furono Desperate Men e Four Desperate Men.

## Distribuzione
Il film fu distribuito con il titolo Silver Lode negli Stati Uniti dal 23 luglio 1954 al cinema dalla RKO Radio Pictures.
Altre distribuzioni:
- in Svezia il 13 settembre 1954 (Stad i panik)
- in Finlandia il 25 febbraio 1955 (Ratsastavat hurjat)
- in Germania Ovest il 4 marzo 1955 (Stadt der Verdammten)
- in Danimarca il 2 maggio 1955 (Liv for liv)
- in Portogallo il 12 maggio 1955 (Falsa Justiça)
- in Spagna il 1º giugno 1955 (Filón de plata)
- in Francia il 20 luglio 1955 (Quatre étranges cavaliers)
- in Austria nel settembre del 1955 (Stadt der Verdammten)
- in Francia il 21 ottobre 1955
- in Belgio (Noces rouges)
- in Belgio (Rode bruiloft)
- in Brasile (Homens Indomáveis)
- in Grecia (Sklavoi tou misous)
- in Italia (La campana ha suonato)
- nei Paesi Bassi (Amok in Silver Lode)
- in Jugoslavia (Zlatna zica)

## Critica
Secondo il Morandini è un "piccolo film ma di classe, con uno stile asciutto e limpido".

## Promozione
Le tagline sono:
- Bullet for Bullet...Life for Life!
- FACE TO FACE! HATE TO HATE! GUN TO GUN!
- WHILE THE MOB WAITS...they match bullet for bullet...life for life!
- Not for Silver...Gold...Love...but for HATE! (original herald)
- WHEN THEY GRIP THEIR GUNS...YOU'LL GRIP YOUR SEAT! Revenge erupts into a frantic man-hunt...in this compelling picture of the Pioneer West! (original ad sheet)